# Simpsonovi (29. řada)
Dvacátá devátá řada amerického animovaného seriálu Simpsonovi je pokračování dvacáté osmé řady tohoto seriálu. Premiérově byla vysílána na americké televizní stanici Fox od 1. října 2017 do 20. května 2018. Řada má celkem 21 dílů. V Česku byla vysílána na stanici Prima Cool od 8. ledna 2018 do 2. července 2018.

## Seznam dílů
| Č. v seriálu | Č. v řadě | Původní název                                    | Český název                                                         | Režie             | Scénář                         | Premiéra v USA     | Premiéra v ČR    | Produkční kód |
| ------------ | --------- | ------------------------------------------------ | ------------------------------------------------------------------- | ----------------- | ------------------------------ | ------------------ | ---------------- | ------------- |
| 619          | 1         | The Serfsons                                     | Serfsonovi                                                          | Rob Oliver        | Brian Kelley                   | 1. října 2017      | 8. ledna 2018    | WABF17        |
| 620          | 2         | Springfield Splendor                             | Šíleně smutná Líza (Prima) Šíleně smutná Lisa (Disney+)             | Matthew Faughnan  | Tim Long a Miranda Thompson    | 8. října 2017      | 15. ledna 2018   | WABF22        |
| 621          | 3         | Whistler's Father                                | Pískaná                                                             | Matthew Faughnan  | Tom Gammill a Max Pross        | 15. října 2017     | 22. ledna 2018   | WABF16        |
| 622          | 4         | Treehouse of Horror XXVIII                       | Speciální čarodějnický díl XXVIII                                   | Timothy Bailey    | John Frink                     | 22. října 2017     | 29. ledna 2018   | WABF18        |
| 623          | 5         | Grampy Can Ya Hear Me                            | Dědo, slyšíš mě?                                                    | Bob Anderson      | Bill Odenkirk                  | 5. listopadu 2017  | 5. února 2018    | WABF19        |
| 624          | 6         | The Old Blue Mayor She Ain't What She Used To Be | Starosti starostky                                                  | Matthew Nastuk    | Tom Gammill a Max Pross        | 12. listopadu 2017 | 12. února 2018   | WABF20        |
| 625          | 7         | Singin' in the Lane                              | Pimprlata                                                           | Michael Polcino   | Ryan Koh                       | 19. listopadu 2017 | 19. února 2018   | WABF21        |
| 626          | 8         | Mr. Lisa's Opus                                  | Opus slečny Lízy (Prima) Opus slečny Lisy (Disney+)                 | Steven Dean Moore | Al Jean                        | 3. prosince 2017   | 26. února 2018   | XABF01        |
| 627          | 9         | Gone Boy                                         | Zmizelý                                                             | Rob Oliver        | John Frink                     | 10. prosince 2017  | 5. března 2018   | XABF02        |
| 628          | 10        | Haw-Haw Land                                     | Ha Ha Land                                                          | Bob Anderson      | Tim Long a Miranda Thompson    | 7. ledna 2018      | 12. března 2018  | XABF03        |
| 629          | 11        | Frink Gets Testy                                 | Burnsova archa                                                      | Chris Clements    | Dan Vebber                     | 14. ledna 2018     | 19. března 2018  | XABF04        |
| 630          | 12        | Homer Is Where the Art Isn't                     | Umění mi není ukradený                                              | Tim Bailey        | Kevin Curran                   | 18. března 2018    | 7. května 2018   | XABF05        |
| 631          | 13        | 3 Scenes Plus a Tag from a Marriage              | Scénky z manželského života                                         | Matthew Nastuk    | Tom Gammill a Max Pross        | 25. března 2018    | 14. května 2018  | XABF06        |
| 632          | 14        | Fears of a Clown                                 | Šášovy strachy                                                      | Steven Dean Moore | Michael Price                  | 1. dubna 2018      | 21. května 2018  | XABF08        |
| 633          | 15        | No Good Read Goes Unpunished                     | Čtení pro mne není                                                  | Mark Kirkland     | Jeff Westbrook                 | 8. dubna 2018      | 28. května 2018  | XABF07        |
| 634          | 16        | King Leer                                        | Království za matraci                                               | Chris Clements    | Daniel Furlong a Zach Posner   | 15. dubna 2018     | 4. června 2018   | XABF10        |
| 635          | 17        | Lisa Gets the Blues                              | Líza a její smutné blues (Prima) Lisa a její smutné blues (Disney+) | Bob Anderson      | David Silverman a Brian Kelley | 22. dubna 2018     | 11. června 2018  | XABF11        |
| 636          | 18        | Forgive and Regret                               | Přiznej se a lituj                                                  | Rob Oliver        | Bill Odenkirk                  | 29. dubna 2018     | 18. června 2018  | XABF09        |
| 637          | 19        | Left Behind                                      | Opuštěn                                                             | Lance Kramer      | John Frink a Joel H. Cohen     | 6. května 2018     | 25. června 2018  | XABF12        |
| 638          | 20        | Throw Grampa from the Dane                       | Vzhůru do Dánska                                                    | Michael Polcino   | Rob LaZebnik                   | 13. května 2018    | 25. června 2018  | XABF13        |
| 639          | 21        | Flanders' Ladder                                 | Flandersův žebřík                                                   | Lance Kramer      | Stewart Burns                  | 20. května 2018    | 2. července 2018 | XABF14        |

## Zajímavosti
- Díl The Serfsons (Serfsonovi) je parodie na fantasy příběhy jako Pán prstenů (The Lord of the Rings), Hra o trůny (Game of Thrones), Harry Potter, Šmoulové (The Smurfs), Letopisy Narnie (The Chronicles of Narnia), Dračí doupě (Dungeons & Dragons), Zelda, Magic: The Gathering nebo Elric z Melniboné (Elric of Melniboné).
- 30. srpna 2017 bylo oznámeno, že dlouholetého hudebního skladatele seriálu Simpsonovi Alfa Clausena po 27 letech vyhodili ze seriálu.[1] Seriál tak přešel ze živé orchestrové hudby na produkční hudbu produkovanou hudební společností Bleeding Fingers Music. Clausenova poslední epizoda byla Whistler's Father (Pískaná).
- Epizodou Forgive and Regret (Přiznej se a lituj) Simpsonovi oficiálně překonali seriál Gunsmoke v rekordním počtu dílů v celkovém počtu 636.[2]
- Úvodní znělka dílu Forgive and Regret (Přiznej se a lituj) je parodie na seriál Gunsmoke.[2][3]
- V dílu Lisa Gets the Blues (Líza a její smutné blues) Simpsonovi odjedou na hudební festival JazzFest do New Orleans.
- V dílu Frink Gets Testy (Burnsova archa) pan Burns postaví Doomsday archu.[4]
- Epizoda Mr. Lisa's Opus (Opus slečny Lízy) je Lízina verze dílu Bartovo chlapectví (Barthood).
- Díl Gone Boy (Zmizelý) je speciál s Levákem Bobem (Kelsey Grammer).[5]
- V dílu The Old Blue Mayor She Ain't What She Used To Be (Starosti starostky) se Marge Simpson stane starostkou Springfieldu.
- Epizoda Fears of a Clown (Šášovy strachy) je parodie na slavný horor To (It) od amerického spisovatele Stephena Kinga, v hlavní roli Šáša Krusty.[6]
- Epizoda Singin' in the Lane (Pimprlata) je pokračování dílu Homerův tým (Team Homer) ze sedmé řady.
- Díl Haw-Haw Land (Ha Ha Land) je parodie na muzikál La La Land.
- Díl King Leer (Království za matraci) je Vočkův speciál, kde se objeví Ray Liotta jako Vočkův otec Morty Szyslak a Debi Mazar jako Minnie, Vočkova sestra.[7]
- Epizoda 3 Scenes Plus a Tag from a Marriage (Scénky z manželského života) je epizoda složená z flashbacků.[8]
- V této řadě hostují hvězdy jako Billy Boyd z Pána prstenů, Nikolaj Coster-Waldau z Game of Thrones, Daniel Radcliffe známy jako Harry Potter, spisovatel Dan Harmon, režisér filmu The Exorcist William Friedkin, Kelsey Grammer, Ray Liotta, Debi Mazar, Rachel Bloom, scenárista Norman Lear, zpěvák a textař Ed Sheeran, basketbalista Shaquille O’Neal, spisovatelka a režisérka Marjane Satrapi nebo šéfkuchař Mario Batali.